# Myrsine guianensis
Myrsine guianensis là một loài thực vật có hoa trong họ Anh thảo. Loài này được (Aubl.) Kuntze mô tả khoa học đầu tiên năm 1891.

## Hình ảnh

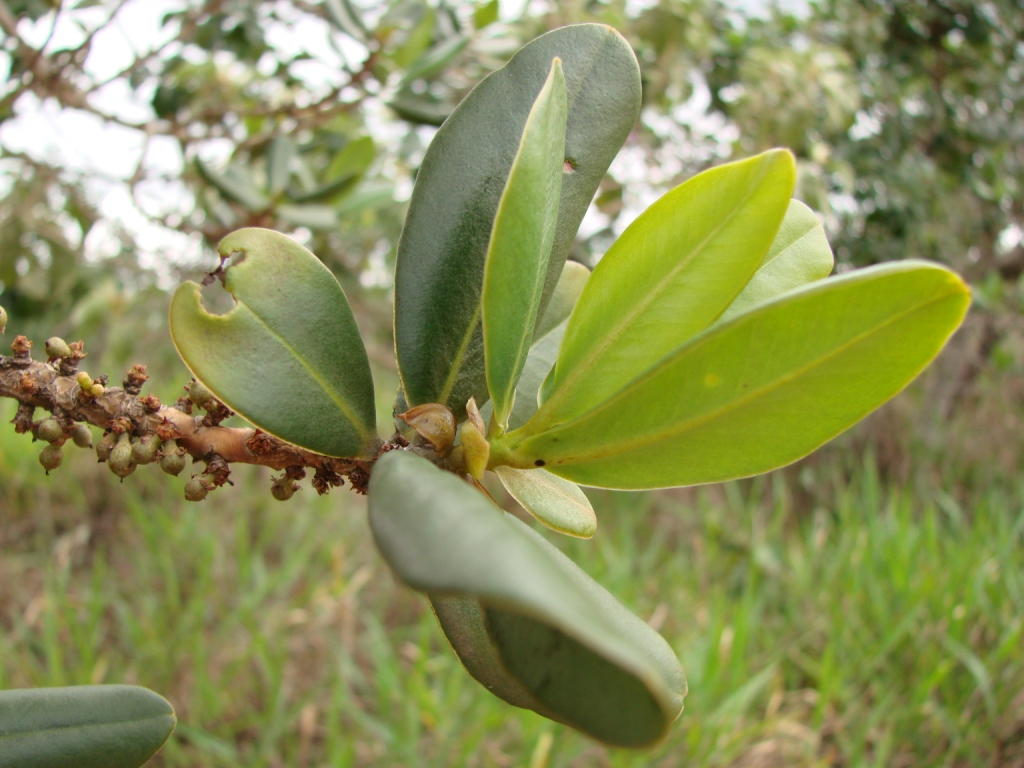